# Історія пошти та поштових марок Бутану

Поштова марка-грамплатівка Бутану, 10 четрумів, 1973 рік

Історія пошти і поштових марок Бутану веде свій відлік з 1962 року, року відкриття поштових відділень і початку видання власних поштових марок. Королівство Бутан є членом Всесвітнього поштового союзу (з 1969 року).
Емісія марок Бутану здійснюється на основі контрактів, укладених з іноземними філателістичними агентствами (Японії, Італії, Великої Британії та інших), в кількостях, які значно перевищують потреби пошти країни. Ключовою фігурою в філателістичній історії Бутану є Берт Керр Тодд (англ. Burt Kerr Todd; 1924—2006), який, можливо, був першим американцем, який відвідав Королівство Бутан. Він допомагав у здійсненні проекту видання поштових марок Бутану. Завдяки Берту Тодду, Бутан став відомий своїми незвичайними поштовими марками, які, за задумом Тодда, повинні були викликати до них інтерес в усьому світі.

## Розвиток пошти
Розташоване в Південній Азії, в східних Гімалаях, Королівство Бутан мало до 1949 року статус протекторату Великої Британії, а з 1949 року стало незалежним, маючи особливі договірні відносини з Індією, які передбачали індійський протекторат. До 1962 року бутанський поштовий зв'язок перебував в примітивному стані, а для відправки невеликої кількості вихідної міжнародної кореспонденції пошту доставляли в найближче поштове відділення Індії.
Перше бутанське поштове відділення стало діяти 10 жовтня 1962 року в місті Пхунчолінг, розташованому на кордоні з Індією. У цьому ж році поштові відділення були відкриті в Паро і столиці Бутану Тхімпху. Для керування поштою Бутану при Міністерстві зв'язку був створений Департамент пошти і телеграфів (англ. Department of Posts and Telegraphs). Єдина поштова служба в Бутані була організована напередодні першого п'ятирічного плану і була покликана сприяти збалансованому соціально-економічному розвитку всієї країни. Спочатку пошта надавала тільки найпростіші послуги, такі як доставка листів, поштових листівок і бандеролей. Транспортування пошти всередині країни і в Індію проводилося за допомогою носіїв, мулів і іноді автомобілями. Міжнародне сполучення здійснювалося тільки з Індією.
7 березня 1969 року Бутан став членом Всесвітнього поштового союзу, а в 1983 році приєднався до Азіатсько-Тихоокеанського поштовою союзу (англ. Asian Pacific Postal Union).
Відповідно до політики уряду Бутану про надання автономії організаціям, здатним працювати незалежно, 1 жовтня 1996 була створена поштова корпорація — Bhutan Postal Corporation Ltd., яка з тих пір є офіційним поштовим оператором Бутану.
За відомостями на 2010 рік, поштова мережа Бутану складалася з 89 точок надання поштових послуг, включаючи два головних поштамти і 17 поштових відділень.

## Емісії поштових марок

### Ранні випуски
До 1962 року в Бутані не емітувалися поштові марки, якщо не вважати фіскальні марки, що вперше з'явилися в 1954 році, які при необхідності могли використовуватися і для стягування поштового збору. Нечисленна міжнародна кореспонденція переправлялася через Індію, франкірувалась в індійському поштовому відділенні індійськими марками.
Бутан приступив до випуску поштових марок для власних потреб з 10 жовтня 1962 року. Перша серія включала марки семи номіналів — від 2 чертумів до 1,30 нгултрумів, на яких були зображені поштовий гонець, стрілець з лука, як, карта Бутану, перший король країни Уг'єн Вангчук з символами влади і фортеця Паро. Одночасно з'явилася і перша серія пам'ятних марок. За період з 1954 по 1963 рік було видано 18 поштових марок (з урахуванням фіскальних, також вживалися як поштові). Емісією власних поштових марок уряд Бутану бажав зміцнити у світі образ бутанської незалежної, суверенної держави.
Надалі бутанські марки стали відомі тим, що серед них можна зустріти велику кількість незвичайних випусків.

### Вклад Берта Тодда
Своїм зародженням програма видання марок Бутану зобов'язана американському бізнесменові Берту Тодду. Він вивчав Бутан, будучи студентом Оксфордського університету, вперше прибув в цю країну в 1951 році і пізніше став радником бутанського уряду та королівської сім'ї Джігме Дорджі Вангчука. Існує припущення, що він є першим американцем, який відвідав Бутан, однак це твердження неможливо довести напевно. Саме за його порадою і при його участі була розроблена бутанська програма випуску поштових марок. Однією з основних цілей цієї програми було залучення грошей, необхідних для удосконалення інфраструктури Бутану, після того як Світовий банк відкинув підготовлену за сприяння Тодда заявку Бутану на позику.
Тодд заснував Bhutan Stamp Agency (бутанське марочне агентство) в Нассау на Багамських Островах. Він досить швидко увійшов у курс філателістичної справи і вивчив тонкощі розповсюдження марок через мережу філателістичної торгівлі. Щоб привернути увагу до бутанських марок, Тодд зробив наголос на випуски марок незвичайного дизайну, наприклад, з використанням стереоскопічного (об'ємного, тривимірного) ефекту, що досягається за допомогою лентикулярной технології (англ. lenticular printing).

Бутанський поштовий блок з зображенням гімалайського ведмедя (Ursus thibetanus), 1990 (Скотт #937)

Незвичайні марки стали виходити починаючи з 1966 року. Перші у світі тривимірні марки-картинки Бутану, що самі приклеюються, з'явилися в 1967 році; на них були зображені астронавти і місячні модулі. Ці «об'ємні» марки розроблялися чотири роки в Японії і мали небувалий успіх серед колекціонерів світу. До 1973 року марки становили найбільшу статтю доходів Бутану.
Після смерті Джігме Дорджі Вангчука в 1972 році на бутанський королівський трон зійшов його син, Джігме Сінг'є Вангчук. У 1974 році він розірвав контракт з фірмою Тодда і уклав угоду на видання марок з іншою американською компанією — Міжурядовою філателістичною корпорацією (англ. Inter-Governmental Philatelic Corporation).
Задумані Тоддом, але проігноровані спочатку багатьма колекціонерами деякі ранні марки Бутану стали згодом культовими об'єктами серед філателістів, а незвичайні носії та матеріали пізніше були скопійовані поштовими відомствами інших країн для власних випусків. Так, Канада випустила марки з об'ємними (тривимірними) зображеннями, а Швейцарія — марки, зроблені з дерева. У наступні роки марки Бутану прийняли звичніший вигляд і лише іноді друкувалися в незвичайному форматі. Як би там не було, поштові блоки і надзвичайно різноманітна тематика залишаються головними особливостями програми випуску поштових марок Бутану.

### Різноманітність марок
В результаті багаторічної практики випуску філателістичної продукції Бутану заповзятливими іноземними ділками світовий ринок наповнили найрізноманітніші бутанські марки — зі стереоскопічним ефектом, на сталевий і золотий фользі, з ароматом троянди, марки-грамплатівки та інші; круглі, квадратні, прямокутні, ромбічні та інші; з зубцями і без зубців, з наддруківками, блоки, присвячені М. Ґанді, Дж. Кеннеді, дослідженню космосу, Олімпійським іграм та інші; з зображеннями птахів, комах, звірів, квітів, картин відомих художників і навіть легендарної «снігової людини».
На бутанських поштових марках можна також часто побачити сюжети, що відображають національну архітектуру дзонгів, буддистську спадщину і природу. Наприклад, на серії марок, виданих у 2000 році з нагоди виставки «Expo 2000», намальовані шість різних дзонгів в Бутані: Трашиганг, Лхунце, Гаса, Пунакха, Ташічо і Паро. Спортивні марки присвячувалися Олімпійським іграм і чемпіонатам світу з футболу.
Пошта Бутану випустила пристойну кількість унікальних поштових марок із застосуванням незвичайних матеріалів і технологій, багато з яких стали першими у світі у своєму роді, включаючи:
- перші тривимірні марки;
- перші марки з запахом;
- перші марки з фарбами, накладеними шарами на зразок мазків на картині[2];
- перші марки-барельєфи;
- перші марки на сталевий фользі та шовку;
- перші марки, штамповані на екструдованому пластику (англ. extruded plastic);
- перші марки-грамплатівки[14];
- одні з перших марок на оптичних дисках — у вигляді CD-ROM (КНДР зробила таку марку раніше).

Марки на фользі у вигляді монет виготовлялися в 1966, 1968 і, нарешті, в 1975 роках. У 1969 році виходила серія з дванадцяти поштових мініатюр на фользі, на яких була відображена історія розвитку металургії — домни, прокатні стани, блюмінги тощо. Товщина фольги цих марок становила всього 0,001 дюйма.
Після космічної серії 1967 року тривимірні поштові марки ще не раз видавалися Бутаном, у тому числі:
- 1968 — марки із зображеннями метеликів;
- 1969 — три серії із зображеннями риб, птахів і комах;
- 1970 — три серії, на яких відображені картини, тварини і освоєння космосу;
- 1971 — випуск, присвячений старовинним автомобілям;
- 1973 — марки на тему «Гриби»;
- 1976 — випуск із зображеннями традиційних масок[16][17].

У 1971 році в світ вийшли унікальні пластмасові барельєфні марки з зображенням стародавніх артефактів, а в 1972 році — така ж серія з портретами відомих людей. На бутанських марках з'являлися такі знаменитості, як Елвіс Преслі (2003), Принцеса Діана (1981, 1982, 2003), Ганді (1969, 1972, 1998), Джон Ф. Кеннеді (1972, 2002), Єлизавета II (2002), Мати Тереза (1998) і Альберт Ейнштейн (2000).
У 1973 році була випущена серія з семи вінілових марок-грамплатівок. На одній був записаний гімн Бутану, на чотирьох — народні мелодії. Ще на одній марці-грамплатівці була відтворена звукова розповідь англійською мовою про історію Бутану, а на останній — та ж розповідь, але на мові дзонг-ке.
За період з 1962 по 1978 рік було емітовано понад 700 бутанських марок і 82 блоки, а також велика кількість паралельних беззубцевих випусків (192 марки і 27 блоків). На непроданих залишках вироблялися наддруківки нових номіналів. У наступні роки кількість випущених марок помітно скоротилася, хоча як і раніше не відповідала поштовим потребам країни.
Починаючи з 1993 року Бутан щорічно випускає поштові марки з нагоди китайського Нового року. Тематика діснеївських мультфільмів відображена на бутанських марках і блоках, які видавалися в 1982, 1984 (дві марки), 1985 (дві марки), 1988, 1989 і, нарешті, в 1991 роках.
У 2008 році поштове відомство Бутану одним з перших у світі випустило поштові марки на оптичних дисках (на диску CD-ROM), про що мріяв в останні роки свого життя Берт Тодд. Інша подібна марка була вироблена в 2009 році.

### Інші види поштових марок
Поштово-благодійні марки Бутану вперше надійшли в обіг в 1964 році. Перші авіапоштові марки були виготовлені в січні 1967 року з нагоди відкриття вертолітної лінії між Пхунчолінгом і Паро. Для цієї мети марки колишніх випусків забезпечувалися наддруківкою у вигляді зображення вертольота і слова Airmail («Авіапошта»).

### Фіскальні марки
Фіскальні марки Бутану виходили в середині 1950-х і близько 1960 і 1970 років. Перша серія з'явилася в 1954 році і складалась з чотирьох марок. З 1955 року ці марки використовувалися для оплати як гербового, так і поштового збору. При цьому посилалися тільки прості листи, поштовий тариф для яких становив ¼ рупії.
Другий випуск фіскальних марок також включав чотири мініатюри. Третя серія мала тільки одну марку в 10 чертумів. Інформації про них недостатньо, але вони доступні на філателістичної ринку і відомо їх використання на документах.
У 1962 році на марках номіналом у ¼ рупії була зроблена вручну наддруківка нової вартості в індійській валюті: 10 і 25 нових пайсів (naye paise). Ці марки, за деякими відомостями, вживалися на поштових відправленнях індійськими робітниками в Бутані.

### Каталогізація
Окремого каталогу поштових марок Бутану в наш час[коли?] не існує. Однак інформацію о бутанських поштових емісіях можна знайти в каталогах «Скотт», «Стенлі Гіббонс» і «Міхель».

### Філателістична цінність
Марки Бутану, в основній своїй масі, навряд чи призначаються для виконання своєї прямої основної функції — оплати поштових зборів. Їх тиражі у декілька разів перевищують поштові потреби невеликої за величиною держави і до того ж з високим відсотком неписьменних громадян. Саме наклеювання на конверт таких незвичайних знаків поштової оплати, як мініатюри з фольги або марки-пластинки, видається незручним і незвичним.
У той же час попит на супероригінальні бутанські марки серед колекціонерів за тисячі кілометрів від цієї країни дуже великий. Доходи від філателістичних продажів у минулому досягали приблизно 100 тисяч доларів на рік і були важливим джерелом валютних надходжень, що дозволяло Бутанському королівству субсидувати розвиток місцевої економіки. У 1990-і роки популярність марок Бутану залишалася досить високою, і, за деякими повідомленнями, поштове відомство заробляло до $485 000 в рік на продажах філателістичної продукції іноземним колекціонерам. За допомогою марок Бутан переслідував також мету заявити про себе на міжнародній арені.